# Washington Circle
Le Washington Circle est un important rond-point situé dans le quadrant Northwest de Washington, aux États-Unis.
Il est situé à la frontière des quartiers de Foggy Bottom et de West End (en).
Les voies Pennsylvania Avenue, K Street et New Hampshire Avenue (en) s'y rejoignent notamment.
Une statue équestre de George Washington, Lieutenant General George Washington (en) de Clark Mills, se trouve au centre du parc formant ce rond-point.

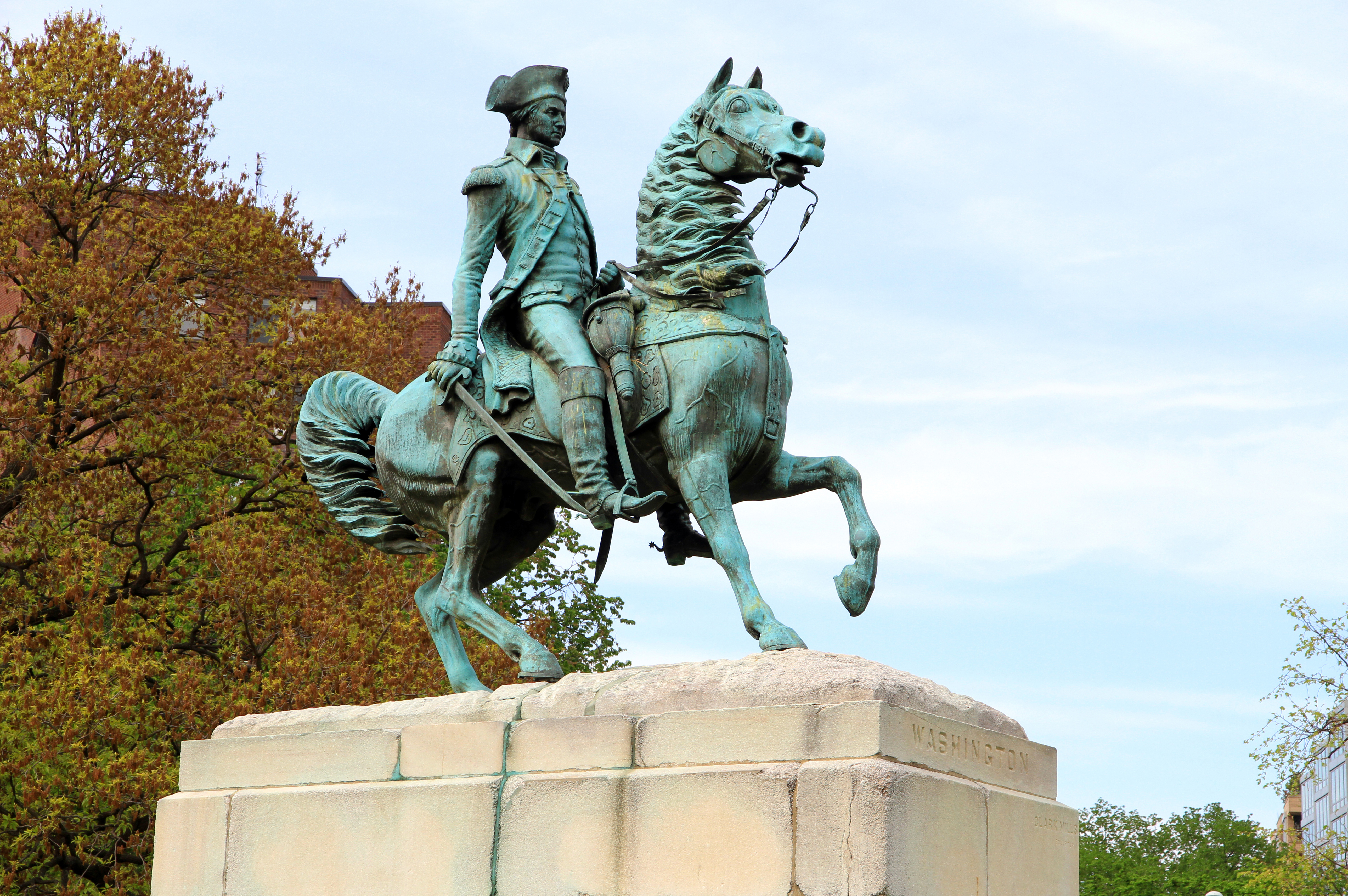
' de Clark Mills.